# Luciana D'Aulizio
Luciana de Melo D'Aulizio Castro (Rio de Janeiro, 3 de novembro de 1983) é uma humorista, atriz, dubladora, jornalista, produtora e youtuber brasileira. Possui graduação e mestrado em Comunicação Social pela UERJ e pós-graduação em Produção Cultural pela Universidade Candido Mendes. Faz parte do canal Castro Brothers desde 2011, onde fez sucesso com o quadro Cantadas Ruins junto com seu marido, Marcos Castro.

## Carreira
Nascida e criada no Rio de Janeiro, Luciana começou sua carreira artística no teatro aos 12 anos de idade. Desde então, se caracterizou pela diversidade de empreitadas no entretenimento, atuando como produtora, dubladora e radialista, mas participando principalmente de produções humorísticas.

### Jornalismo e Produção
Apesar de ter focado sua carreira no humor, Luciana se manteve ativa como produtora, comunicadora e atriz, tendo trabalhado como repórter para a Editora Hama e Agência Notisa, e como produtora de conteúdo para o portal Globo.com.
No período de 2007 a 2009, produziu o grupo de stand-up Sindicato da Comédia, composto por Felipe Absalão, Marcos Castro e Nigel Goodman em sua formação inicial.
Em 2010, criou e produziu o espetáculo Desconcertados, um talk show no teatro estrelado por Gigante Léo, Henrique Fedorowicz e Marcos Castro.
Em setembro de 2012, criou e produziu o evento geek Nerd Rio, juntamente com Marcos Castro, Matheus Castro e Bruno Correa. Este projeto foi realizado anos antes da criação da CCXP no Brasil e atraiu mais de 3500 pessoas.

### YouTube, Stand-Up e Outros Projetos
Desde sua primeira aparição no canal do YouTube Castro Brothers em 2011 (à época ainda conhecido como Canal Marcos Castro) no vídeo de enorme sucesso Cantadas Ruins, já mostrava sinais de aptidão para o gênero. O impacto deste vídeo gerou um convite para participações recorrentes na Eliana, no SBT, uma série sobre casais no Gshow, além de uma série de vídeos dentro do canal Castro Brothers que já se estende por mais de 30 vídeos utilizando o mesmo estilo.
Neste período, Luciana também passou a escrever e coroteirizar paródias dos Castro Brothers, criou seu próprio canal no YouTube (onde fala sobre jornalismo, dublagem e atuação), começou a fazer stand-up comedy (participando de eventos como o Rio Comedy Club e o Festival de Humor Mamacitas), além de ter organizado e lançado uma linha de camisetas sobre empoderamento feminino e personagens fortes de livros, filmes e da vida real com estampas criadas inteiramente por mulheres.
Em 2015, Luciana apresentou o programa Bate-Papo BBB, pertencente a décima quinta edição do reality show Big Brother Brasil, transmitido pelo Gshow, que contava com entrevistas e a presença do participante eliminado da semana, além de convidados especiais.
Mais recentemente, junto com seus colegas dos Castro Brothers, Luciana alcançou reconhecimento nacional graças ao quadro UTC - Ultimate Trocadilho Championship, quadro de humor onde os participantes se enfrentam lendo trocadilhos e piadas de "gosto duvidoso". Em poucos meses, o programa repercutiu em todo o Brasil e o elenco foi convidado para transformar o quadro em show ao vivo. Graças à repercussão, a fábrica de brinquedos Estrela adquiriu o licenciamento da franquia e lançou um jogo de tabuleiro do UTC, o produto esgotou sua tiragem na primeira semana de lançamento. Em 2018, o canal foi indicado ao Prêmio Risadaria na categoria Melhor Conteúdo de Humor Digital.
Ao longo dos anos participou da dublagem de diversos filmes, como Nós, Shazam!, Emoji: O Filme, A Morte te dá Parabéns 2 e até mesmo na segunda temporada do Reality Show De Férias com o Ex, transmitido pela MTV Brasil. Além disso, dublou a personagem “Princesa” no jogo A Lenda do Herói, criado por Marcos Castro e Matheus Castro, realizado em conjunto com a Dumativa Game Studio.
Desde 2017, está em turnê com o Castro Brothers com o UTC no Teatro, além de seguir na sua carreira de stand-up. Em 2020, começou a fazer lives na plataforma Twitch e fez parte do programa de rádio Mood Morning juntamente com Paulinho Serra e Luiz Fernando Moreira, na Rádio Mood FM (Rio de Janeiro).

## Vida pessoal

### Formação[9]
- 2008 - Graduação em Jornalismo (UERJ)
- 2009 - Especialização em Produção Cultural (UCAM)
- 2012 - Mestrado em Comunicação (UERJ)

### Relacionamento
Luciana é casada com o humorista Marcos Castro desde 2013, com quem namorava desde 2003. Curiosamente, Marcos pediu Luciana em casamento durante um show de stand-up comedy, no Comedians Comedy Club, em São Paulo, em 2011. O momento foi registrado em vídeo e postado no canal de Marcos no YouTube. Em 2015, o casal anunciou que estavam esperando o primeiro filho, Davi, nascido em novembro do mesmo ano.

## Trabalhos

### Principais quadros no YouTube
| Ano            | Quadro                                              |
| -------------- | --------------------------------------------------- |
| 2012–2020      | Cantadas Ruins/Nerds                                |
| 2015–presente  | Paródias                                            |
| 2017–presente  | UTC - Ultimate Trocadilho Championship/Não Pode Rir |
| 2019–presente  | UTC - Desafio Extremo                               |
| 2020– presente | Jornal Não Pode Rir                                 |
|                |                                                     |

### Teatro eStand-up
| Ano     | Grupo/Peça               |
| ------- | ------------------------ |
| 2018–19 | UTC no Teatro            |
| 2019    | UTC Stand-up Show        |
| 2019    | Rio Comedy Club          |
| 2019    | Mamacitas Comedy         |
| 2020    | Castro Brothers Convida  |
| 2020    | Dopamina Comedy (online) |

### Dublagem
| Ano  | Produção                 | Formato             | Personagem/Papel |
| ---- | ------------------------ | ------------------- | ---------------- |
| 2016 | Underworld: Blood Wars   | Filme (live-action) |                  |
| 2016 | A Lenda do Herói         | Videogame           | Princesa         |
| 2016 | Sausage Party            | Filme (animação)    |                  |
| 2017 | The Emoji Movie          | Filme (animação)    |                  |
| 2017 | Smurfs: The Lost Village | Filme (animação)    | Smurf-Jade       |
| 2017 | De Férias com o Ex       | Reality show        | Loren Green      |
| 2019 | Us                       | Filme               | Ophelia          |
| 2019 | Happy Death Day 2U       | Filme               |                  |
| 2019 | Shazam!                  | Filme               |                  |
| 2024 | Enigma do Medo           | Videogame           | Andrea Strach    |